# Wally Richardson
Wallace „Wally“ Richardson (* 4. Juni 1930 in Harlem, New York City) ist ein US-amerikanischer Jazz- und Rhythm-and-Blues-Musiker (Gitarre).

## Leben und Wirken
Richardon arbeitete ab den frühen 1950er-Jahren in der New Yorker R&B-Szene mit Andrew Tibbs (mit dem erste Plattenaufnahmen für Savoy entstanden), ferner mit Big John Greer, Leroy Kirkland, Varetta Dillard, Pete Brown, King Curtis, LaVern Baker, Sil Austin und Big Joe Turner. 1959 veröffentlichte er als Le Roy and Wally die mit dem Songwriter und Organisten Leroy Clover eingespielte Rock-’n’-Roll-Single Rock A Doodle Reveille/It’s Paris (Carlton 500). Im folgenden Jahrzehnt wirkte er u. a. an Aufnahmen von Bobby Donaldson, Al Sears, Arthur Prysock, Shirley Scott, Buddy Tate, Charlie Singleton, Johnny „Hammond“ Smith, Bill Doggett, Sam „The Man“ Taylor, Honi Gordon, Etta Jones, Illinois Jacquet, Ray Bryant, Freddie McCoy, Andy Bey, Solomon Burke, James Brown, Erroll Garner, Herbie Mann, Donald Byrd, Lee Morgan, Willis Jackson, Dizzy Gillespie, Bobby Hutcherson, Duke Pearson und Richard „Groove“ Holmes mit.
1968 hatte Richardson Gelegenheit, für Prestige Records unter eigenem Namen aufzunehmen; an dem Album Soul Guru, das auch eine Instrumental-Coverversion des The Mamas & The Papas Hits Monday Monday und die Singleauskopplung Senor Boogaloo enthielt, wirkten Zane Zacharoff (Bassklarinette), Ernie Hayes (Piano), Everett Barksdale (Gitarre), Richard Davis (Bass), Orville Mason (E-Bass), Bobby Donaldson (Schlagzeug) und Montego Joe (Perkussion) mit. In den 1970er- und 80er-Jahren war er noch auf Aufnahmen von Percy Mayfield, Sonny Stitt, Neal Creque, Joe Lee Wilson, Alberta Hunter und Panama Francis’ Savoy Sultans zu hören. Im Bereich des Jazz und R&B war er von 1951 bis 1987 an 106 Aufnahmesessions beteiligt. Als Studiomusiker arbeitete Richardson auch mit Paul Simon („Quality“) und Hal Mooney.